# 都道府県警察
都道府県警察（とどうふけんけいさつ、英語: Prefectural Police）は、警察法第36条の規定により都道府県に設置されている警察組織である。都道府県知事の所轄の下に都道府県公安委員会が置かれて、都道府県警察を管理する。また、一部を除いて警察庁の地方機関である管区警察局に属する。

## 概要
日本の警察は、国家公安委員会と都道府県公安委員会による公安委員会制度を定めて民主的運営と政治的中立性を確保し、警察庁と都道府県警察の役割分担により全国一律・画一的な調整機能と自律的・地方分権的警察運営の実現を目指している。
警視総監および道府県警察本部長は、都道府県公安委員会の管理に服し、都道府県警察の事務を統括し、並びに所属警察職員を指揮監督する。警視総監は、国家公安委員会が都公安委員会の同意の上に内閣総理大臣の承認を得て任免する。道府県警察本部長は、国家公安委員会が道府県公安委員会の同意を得て任免する。
日本の警察は、内閣総理大臣所轄の下に国家公安委員会が置かれ、その管理下に特別の機関として警察庁が置かれる。国の組織である警察庁は、警察制度の企画立案、国の公安に関する事案についての警察運営、警察活動の基盤である教養、通信、情報収集と分析、鑑識などに関する事務、警察行政に関する調整などを行う。警察庁の長である警察庁長官は、国家公安委員会の管理の下で警察庁の所掌事務につき都道府県警察を指揮監督する。
都道府県警察は幹部人事・運営の面でも警察庁の強い影響下に置かれ、警視総監および道府県警察本部長をはじめとする警視正以上の階級にある幹部警察官は、国家公安委員会が任免権を有する一般職国家公務員である地方警務官で、都道府県知事には任免権や懲戒権がない。それ以外の都道府県警察職員は、地方警察職員と呼ばれる地方公務員であるが、都道府県知事に任免権や懲戒権がないことは地方警務官と同様である。また運営面でも、広域捜査や公安捜査、警備実施や全国交通取締りなどの全国的な警察活動は警察庁が全国の都道府県警察を指揮して行われるのが通例であり、都道府県知事に指揮命令権はない。

## 組織構成
都警察組織、道警察組織、府警察および政令指定都市を包括する宮城・埼玉・千葉・神奈川・新潟・静岡・愛知・兵庫・広島・岡山・福岡・熊本の12指定県警察組織、指定県以外31県警察組織、の4類型に大別される。
道警察は管轄区域を5つの方面に分け、札幌方面を除く各方面に方面本部長が長の（指定県以外の警察組織に準じる）方面本部を置く。
道府警察および指定県警察組織は、政令指定都市区域内に市警察部を置く。
都道府県警察には本部組織、警察学校、警察署、交番などが置かれる。本部組織は警察法施行令に定める基準に従い各都道府県の条例で定める必置部署として警務部、生活安全部、刑事部、交通部、警備部の5部を置く。

## 全国の都道府県警察の一覧
（）内は、管区警察局または都道府県警察本部所在地を表す。
- 北海道〈警察庁本庁直轄〉
  - 北海道警察（札幌市中央区）
- 東北管区警察局（宮城県仙台市青葉区）
  - 青森県警察（青森市）
  - 岩手県警察（盛岡市）
  - 宮城県警察（仙台市青葉区）
  - 秋田県警察（秋田市）
  - 山形県警察（山形市）
  - 福島県警察（福島市）
- 関東管区警察局（埼玉県さいたま市中央区）
  - 茨城県警察（水戸市）
  - 栃木県警察（宇都宮市）
  - 群馬県警察（前橋市）
  - 埼玉県警察（さいたま市浦和区）
  - 千葉県警察（千葉市中央区）
  - 神奈川県警察（横浜市中区）
  - 新潟県警察（新潟市中央区）
  - 山梨県警察（甲府市）
  - 長野県警察（長野市）
  - 静岡県警察（静岡市葵区）
- 東京都〈警察庁本庁直轄〉
  - 警視庁（東京都千代田区）
- 中部管区警察局（愛知県名古屋市中区）
  - 富山県警察（富山市）
  - 石川県警察（金沢市）
  - 福井県警察（福井市）
  - 岐阜県警察（岐阜市）
  - 愛知県警察（名古屋市中区）
  - 三重県警察（津市）
- 近畿管区警察局（大阪府大阪市中央区）
  - 滋賀県警察（大津市）
  - 京都府警察（京都市上京区）
  - 大阪府警察（大阪市中央区）
  - 兵庫県警察（神戸市中央区）
  - 奈良県警察（奈良市）
  - 和歌山県警察（和歌山市）
- 中国四国管区警察局（広島県広島市中区）
  - 鳥取県警察（鳥取市）
  - 島根県警察（松江市）
  - 岡山県警察（岡山市北区）
  - 広島県警察（広島市中区）
  - 山口県警察（山口市）
- 中国四国管区警察局　四国警察支局（香川県高松市）
  - 徳島県警察（徳島市）
  - 香川県警察（高松市）
  - 愛媛県警察（松山市）
  - 高知県警察（高知市）
- 九州管区警察局（福岡県福岡市博多区）
  - 福岡県警察（福岡市博多区）
  - 佐賀県警察（佐賀市）
  - 長崎県警察（長崎市）
  - 熊本県警察（熊本市中央区）
  - 大分県警察（大分市）
  - 宮崎県警察（宮崎市）
  - 鹿児島県警察（鹿児島市）
  - 沖縄県警察（那覇市）

## 本部
各都道府県警察における本部（ほんぶ、英語: Prefectural Police Headquarters）は、都道府県警察の本部およびその庁舎である。
警察本部は、東京都においては警視庁、道府県においては道府県警察本部と呼称される。警察本部の長は、警視庁においては警視総監、道府県警察本部においては警察本部長と呼称される。
人口や犯罪発生状況その他応需により、警務部所掌事務のいくつかを分掌する総務部、地域警察その他警らを所掌する地域部、組織犯罪対策を所掌する組織犯罪対策部（警視庁）あるいは暴力団対策部（福岡県警察）、公安警察を警備部（警備警察）から独立させて所掌する公安部（警視庁のみ）が置かれる。なお、警視庁および福岡県警察以外の警察本部では、刑事部の「捜査第四課」「組織犯罪対策課」などが組織犯罪対策を管掌しているが、兵庫県警察など大都市圏警察本部では刑事部に「組織犯罪対策局」など組織犯罪対策部署が部課中間組織として置かれることがある。
指定県以外の県警察組織は基本的な5部体制であるが、福島・茨城・栃木・群馬・長野・岐阜・三重・山口の8県は地域部を置く6部体制である。
鳥取・島根・徳島・香川・愛媛・高知の各警察本部は発足当初部が設置されていなかった。